# Seelenschmerz
Seelenschmerz es el segundo disco de Blutengel y contó con la participación por primera vez de Gini Martin. Fue relanzado en 2011 con el disco original remasterizado y un bonus disc con canciones del bonus disc original, el sencillo Bloody Pleasures, y un track compilatorio.

## Track Listring
| Seelenschmerz |                                  |          |  |
| N.º           | Título                           | Duración |  |
| 1.            | «Welcome to the Suicide (Intro)» | 2:52     |  |
| 2.            | «Seelenschmerz»                  | 5:33     |  |
| 3.            | «I'm Dying Alone»                | 3:46     |  |
| 4.            | «Der Spiegel»                    | 3:32     |  |
| 5.            | «Schmerz 1 - Liebe»              | 6:13     |  |
| 6.            | «Die With You»                   | 4:49     |  |
| 7.            | «Run Away»                       | 3:58     |  |
| 8.            | «Soul of Ice»                    | 4:50     |  |
| 9.            | «Schmerz 2 - Lust»               | 2:59     |  |
| 10.           | «Bloody Pleasures»               | 4:41     |  |
| 11.           | «Children of the Night»          | 4:56     |  |
| 12.           | «Schmerz 3 - Einsamkeit»         | 2:05     |  |
| 13.           | «Any Chance?»                    | 6:17     |  |
| 14.           | «Road to Hell»                   | 5:29     |  |
| 15.           | «Schmerz 4 - Tod»                | 2:28     |  |
| 16.           | «After Death (Outro)»            | 2:15     |  |

| Limited Edition Bonus CD |                            |          |  |
| N.º                      | Título                     | Duración |  |
| 1.                       | «Fairyland (Male Version)» | 4:14     |  |
| 2.                       | «Addicted»                 | 4:54     |  |
| 3.                       | «No One (Lives Forever)»   | 5:25     |  |
| 4.                       | «My World»                 | 5:41     |  |

- Fairyland (Female Version) es cantada por Kati y aparece en el compilatorio Machineries of Joy vol. 1.

| 2011 Remastered Edition: CD2 |                                       |          |  |
| N.º                          | Título                                | Duración |  |
| 1.                           | «Bloody Pleasures»                    | 4:40     |  |
| 2.                           | «Bloody Pleasures (Extended Mix)»     | 6:20     |  |
| 3.                           | «Children of the Night (Edit)»        | 4:58     |  |
| 4.                           | «Children of the Night (Inscape Mix)» | 4:32     |  |
| 5.                           | «Fairyland (Male Version)»            | 4:15     |  |
| 6.                           | «Addicted»                            | 4:55     |  |
| 7.                           | «No One (Lives Forever)»              | 5:30     |  |
| 8.                           | «My World»                            | 5:43     |  |
| 9.                           | «Fairyland»                           | 4:12     |  |

## Info
- Todas las canciones fueron escritas y producidas por Christian "Chris" Pohl
- Voces masculinas por Chris Pohl
- Voces femeninas en el track 2, "Seelenschmerz", por Gini Martin
- Voces femeninas en el track 3, "I'm Dying Alone" por Kati, Gini
- Voces femeninas en el 8, "Soul Of Ice", por Kati Roloff

### Bonus CD
- Voces masculinas por Chris Pohl
- Voces femeninas en el track 4, "My World", por Kati Roloff